# Hannes Wildecker

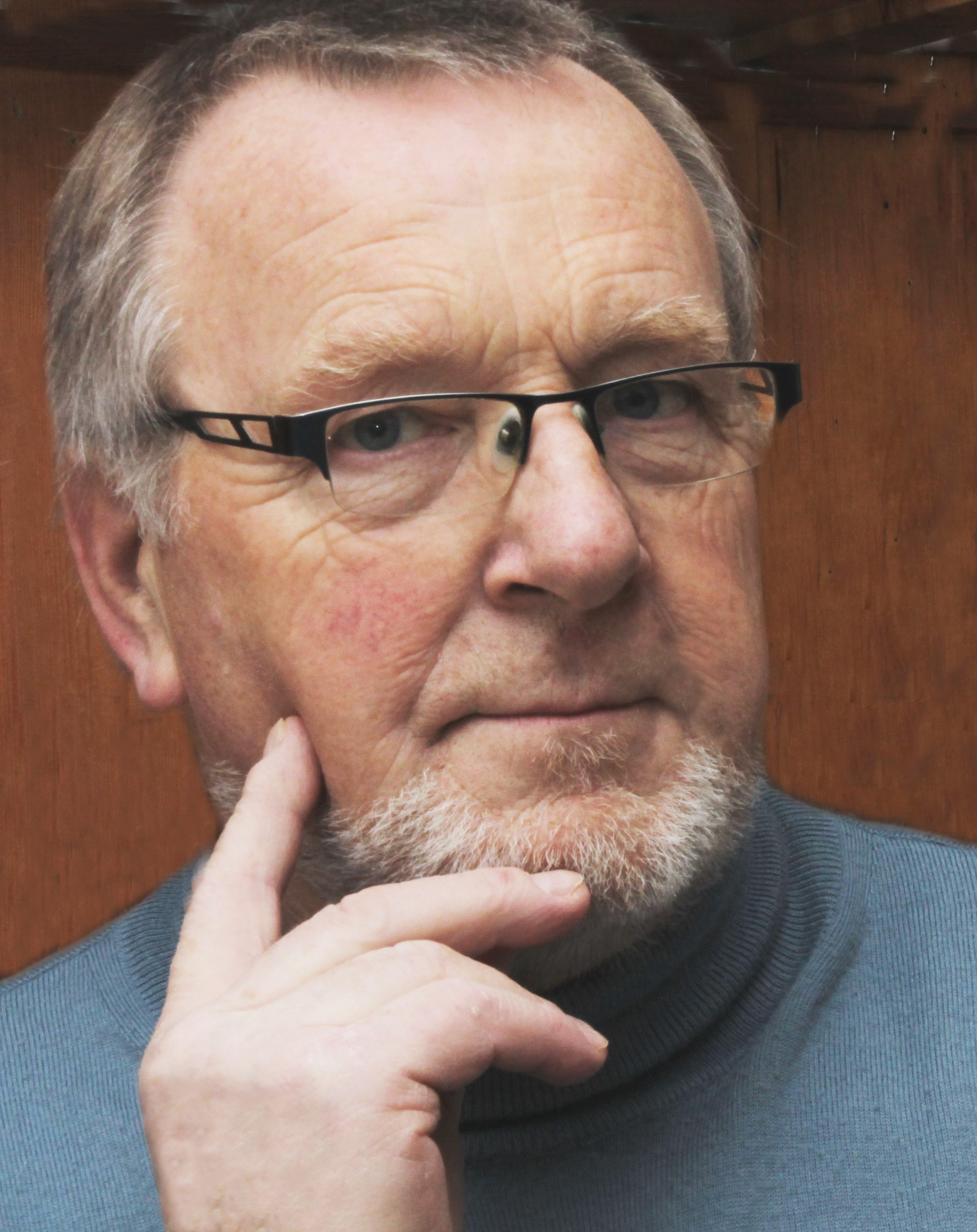
Hannes Wildecker (Hans J. Muth)

Hannes Wildecker, Pseudonym von Hans J. Muth (* 19. Dezember 1944 in Hinterwald, Landkreis Sankt Goarshausen; † 26. März 2022 in Lampaden, Rheinland-Pfalz) war ein deutscher Schriftsteller und Journalist.

## Leben
Muth war einige Jahre Beamter der Schutzpolizei und anschließend 30 Jahre lang Kriminalbeamter beim Polizeipräsidium Trier und im Kreis Trier-Saarburg. Mit dem Schreiben von Lyrik und regionalgeschichtlichen Abhandlungen begann er in den 1970er Jahren. Die Liebe zur kriminalistischen Belletristik entdeckte er erst im Alter von 60 Jahren. Er war verheiratet, hatte zwei erwachsene Söhne und lebte in der Nähe von Trier. Er war zudem als freier Journalist tätig und schrieb unter dem Pseudonym „Hannes Wildecker“ die Krimi-Reihe Tatort Hunsrück.
Unter seinem bürgerlichen Namen veröffentlichte er zahlreiche Romane, darunter Psychothriller, Schicksalsromane, Rom-Thriller und einen AKW-Thriller, der das fiktive Szenario eines GAUs in einem Atomkraftwerk an der französischen Grenze zum Thema hat.
Er war Initiator und Mitbegründer der Deutsch-Französischen Partnerschaft zwischen Lampaden und Cocheren. Zudem war er Mitglied des Gemeinderats Lampaden, des Verbandsgemeinderats Kell und bekleidete das Amt des Ortsbeigeordneten. Dafür und für sein Werk Lampaden im Rückblick. Geschichte und Aufstieg einer Hochwaldgemeinde verlieh ihm Ministerpräsidentin Malu Dreyer 2020 die Ehrenmedaille des Landes Rheinland-Pfalz.
Muth starb am 26. März 2022 im Alter von 77 Jahren in Lampaden.

## Veröffentlichungen (Auswahl)
Aus der Reihe „Tatort Hunsrück“:
- Der Tote im Tann. S.MO-Verlag, Trier 2007, ISBN 978-3-9811-3239-7.
- Milch so weiß wie der Tod. S.MO-Verlag, Trier 2008, ISBN 978-3-9407-6001-2.
- Die Bestie vom Saar-Hunsrück Steig. S.MO-Verlag, Trier 2008, ISBN 978-3-9407-6007-4.
- Teufelspakt. S.MO-Verlag, Trier 2009, ISBN 978-3-9407-6009-8.
- Cruciatus – Das Vermächtnis. SWB-Verlag Stuttgart 2010, ISBN 978-3-9387-1943-5.
- Blutbild. SWB-Verlag Stuttgart 2010, ISBN 978-3-9387-1948-0.
- Die Brut des Adlers. Stephan Moll Verlag, Kordel 2012, ISBN 978-3-9407-6040-1.
- Mords-Reform. Stephan Moll Verlag, Kordel 2013, ISBN 978-3-9407-6047-0.
- Tatort Hunsrück. Sammelband aus drei früher veröffentlichten Romanen. Stephan Moll Verlag, Kordel 2015, ISBN 978-3-9407-6094-4.
- Sekt(e) oder Selters. Neobooks, München 2017, ISBN 978-3-7427-6888-9.
- Niemand schweigt für immer. Neobooks 2018, ISBN 978-3-7467-3023-3.
- Todesgrüße aus der Reha. epubli 2020, ISBN 978-3-7529-7650-2.
- Mein ist die Rache. epubli 2019, ISBN 978-3-7485-4332-9.
- Netz der Gewalt. epubli 2019, ISBN 978-3-7485-2461-8.
- Mein ist die Rache. epubli 2019, ISBN 978-3-7485-4332-9.
- Nicht mit mir. epubli 2018, ISBN 978-3-7467-7474-9.
- Weißes Gift. epubli 2019, ISBN 978-3-7485-2505-9.
- Organe. epubli 2019, ISBN 978-3-7485-2506-6.
- Der Weg des Bösen. epubli 2019, ISBN 978-3-7485-4252-0.

Thriller von Hans J. Muth:
- Nahtlos. Verlag Stephan Moll, Trier 2012, ISBN 978-3-9407-6033-3.
- Tränen der Rache. Verlag Stephan Moll, Trier 2014, ISBN 978-3-9407-6062-3.
- Fallout – Mit dem Westwind kommt der Tod. Verlag Stephan Moll, Trier 2015, ISBN 978-3-9407-6072-2.
- Das Erbe des Foltermeisters. Neobooks, 2017, ISBN 978-3-7427-6874-2.
- Der Stimmentöter. Verlag Stephan Moll, Kordel 2017, ISBN 978-3-9474-7001-3.
- Abuso. epubli 2011, ISBN 978-3-7485-4158-5.
- Showdown Jerusalem. epubli 2019, ISBN 978-3-7485-4117-2.
- Lautlos. epubli 2019, ISBN 978-3-7485-4257-5.
- Der Mensch war der Grund. epubli 2018, ISBN 978-3-7485-0257-9.
- Ein ganzes Leben Ewigkeit. epubli 2019, ISBN 978-3-7485-3342-9.
- Nuclatom. epubli 2019, ISBN 978-3-7485-4056-4.
- Ein Kind des Hochwalds. Geschichten, Gedichte, Lieder aus der Heimat. Alta Silva, Kell am See 2008, ISBN 978-3-9810-7624-0.
- Das Rad der Zeit. epubli, Berlin 2018, ISBN 978-3-7450-7892-3.
- Der Duft von Milch und Honig, epubli 2020, ISBN 978-3-7531-2468-1.